# Марлов
Марлов (њем. Marlow) град је у њемачкој савезној држави Мекленбург-Западна Померанија. Једно је од 64 општинска средишта округа Нордфорпомерн. Према процјени из 2010. у граду је живјело 4.869 становника. Посједује регионалну шифру (AGS) 13057057.

## Географски и демографски подаци
Марлов се налази у савезној држави Мекленбург-Западна Померанија у округу Нордфорпомерн. Град се налази на надморској висини од 40 метара. Површина општине износи 140,0 km². У самом граду је, према процјени из 2010. године, живјело 4.869 становника. Просјечна густина становништва износи 35 становника/km².